# Be My Baby
Be My Baby – utwór napisany przez Jeffa Barry'ego, Ellie Greenwich i Phila Spectora, nagrany 5 lipca 1963 roku w  Gold Star Studios Hollywood przez The Ronettes i wydany jako singiel w sierpniu 1963 roku. W 2004 roku piosenka została sklasyfikowana na 22. miejscu przez Rolling Stone na liście 500 najlepszych piosenek wszech czasów. Piosenka jest  częścią ścieżki dźwiękowej filmu Kwadrofonia z 1979 i Dirty Dancing z 1987. Nawiązuje do niej ponadto utwór Eddiego Moneya „Take Me Home Tonight”.